# Галицьке (Україна)
Га́лицьке  — село в Україні, в Золочівському районі Львівської області
Населення становить понад 1500 осіб у 2024 році. Орган місцевого самоврядування — Золочівська міська рада. Через село проходить автодорога національного значення H 02, що з'єднує Львів і Тернопіль.

## Назва
До 1946 року називалось Ляцьке і ділилось на два поселення — Велике Ляцьке і Мале Ляцьке. При радянській владі село змінило назву на Червоне.
19 вересня 2024 року Верховна Рада підтримала перейменування села Червоне на Галицьке. 26 вересня 2024 року перейменування набуло чинності.

## Географія
Галицьке розташоване на відростках Гологірського масиву на автодорозі Н02 Львів — Золочів — Тернопіль. На півдні села проходить Головний європейський вододіл. У селі річки немає, є потік, який бере початок з джерел у центрі села. Цей потік тече у бік Борткова і впадає у Західний Буг.
Неподалік села Галицьке в урочищі «Лиса гора» на площі 80 га збереглась ділянка цілини зі степовою рослинністю (горицвіт, сон-трава, дика рожа).
Через село проходить автодорога національного значення, що з'єднує Львів і Тернопіль.

### Територіальна приналежність
- 1199–1434 — Королівство Русі (у 1199-1253 роках - Галицько-Волинське князівство, до 1349 року - суверенна держава, 1349-1387 - автономне становище під номінальною владою Польщі та (з 1370 року) Угорщини, з 1387 - під окупаційною владою Королівства Польщі).
- 1434–1772 — Руське воєводство (у складі Королівства Польщі, останнє з 1569 року - одна з двох (поряд з Великим Князівством Литовським, Руським та Жемайтійським) конституюючих складових Речі Посполитої).
- 1772–1918 — Королівство Галичини і Лодомерії в Австрійській імперії та (з 1867 року) Австро-Угорщині.
- 1918–1919 — Золочівський повіт, Західноукраїнська Народна Республіка.
- 1919–1939 — Золочівський повіт, Тернопільське воєводство, Друга Річ Посполита (офіційно окупація ЗУНР Польщею визнана країнами Антанти у 1923 році).
- 1939–1991 — Золочівський район, Львівська область, Українська РСР.
- з 1991 року  — Золочівський район, Львівська область, Україна.

## Населення

### Мова
Розподіл населення за рідною мовою за даними перепису 2001 року:
| Мова            | Кількість | Відсоток |
| --------------- | --------- | -------- |
| українська      | 1729      | 99.48%   |
| російська       | 5         | 0.29%    |
| румунська       | 1         | 0.06%    |
| інші/не вказали | 3         | 0.17%    |
| Усього          | 1738      | 100%     |

## Історія

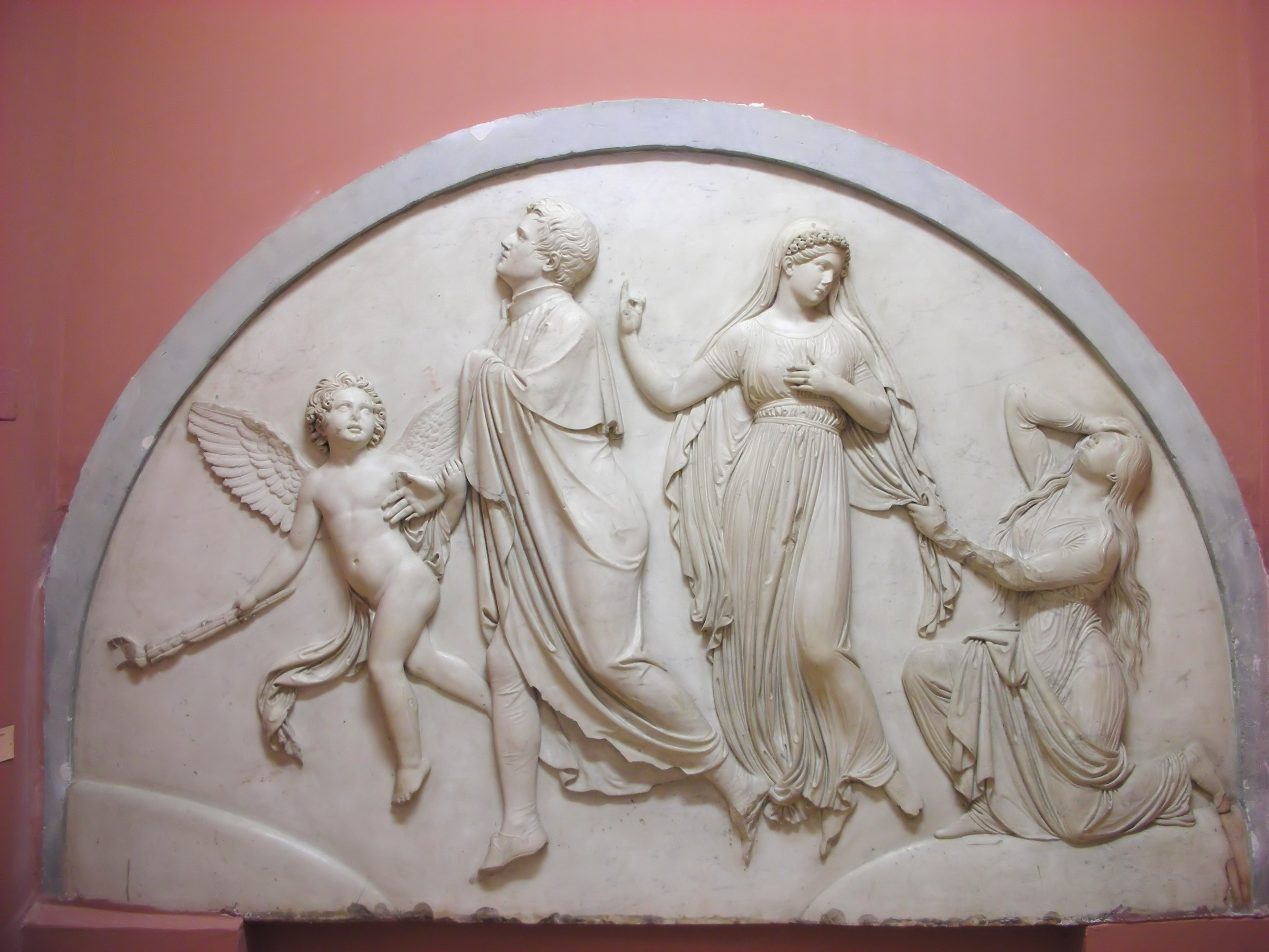
Бертель Торвальдсен. Надгробок дітей Понінського з с. Червоне

Ляцьке було відоме вже з кінця XIV ст.: перша згадка від 14 жовтня 1380 р., коли староста руський Ян, розв'язуючи суперечку Миколая Шерочиця з Пшибком з Буська визнав Ляцьке власністю першого.
У давніх часах Ляцьке було центром ключа землеволодінь, до яких належала низка присілків, а саме: Фільварок, Кутовець, Острів Казьмирівка, група домів під назвою «Підлиса», і така група домів — Цимбали.
Хто були пізніше власниками після Пшибки невідомо. Аж у 1764 році з'являється Симеон Госабовський, опісля Стрембоші, потім — графи Ожаровські.
Ситуація зміниться аж наприкінці XVIII ст., коли село разом з Вільшаницею, Ляшками і Прусами належало великому диваку Томашу Стрембошу з Дунаївців. Коли саме рід Стрембошів отримав Ляцьке, невідомо. Томаш Стрембош спочатку мешкав у сусідніх з Ляцьким Ясенівцях.

### Перша світова війна
Під час Першої світової війни жителі сіл Велике та Мале Ляцьке воювали у складі 80-го піхотного полку з серпня 1914 до лютого 1915 року, а саме:
1. Кучарський Йоганн (Kucharski Johann) — 1891 р.н., Мале Ляцьке, піхотинець. Поранений, список втрат № 130 від 20.02.1915.
2. Ольшанецький Симеон (Olszaniecki Simeon) — 1880 р.н., Велике Ляцьке, резервіст. Взятий в полон, список втрат № 150 від 27.03.1915.
3. Клімак Василь (Klimak Basilius) — 1892 р.н., Велике Ляцьке, резервіст. Взятий в полон в Омську, список втрат № 168 від 04.28.1915.
4. Кондратов Павло (Kondratów Paul) — 1890 р.н., Мале Ляцьке, піхотинець. Загинув 03.12.1914. Список втрат № 130 від 20.02.1915.
5. Томчишин Карл (Tomczyszyn Karl) — 1883 р.н., Мале Ляцьке, барабанщик, поранений. Список втрат № 21 від 28.11.1914.
6. Трепета Михайло (Trepeta Michael) — 1885 р.н., Велике Ляцьке, піхотинець. Взятий в полон у Бійську, Росія. Список втрат № 168 від 04.28.1915.
7. Вельган Микола (Weigau Nikolaus) — 1884 р.н., Мале Ляцьке, резервіст. Взятий в полон у Росії. Список втрат № 129 від 02.18.1915.

Начальник штабу 11-ї російської армії в телеграмі від 12 липня 1915 р. повідомив генерал-губернатора Галичини, що в с. Ляцьке Велике Золочівського повіту, населення якого голодувало і були навіть випадки захворювання на холеру, скупчилися безпритульні біженці, які живуть під відкритим небом у возах.

### В'язніТерезінаіТалергофа
Уродженці Великого і Малого Ляцького, які стали жертвами таборів Терезін та Талергофа під час Першої світової війни 1914—1918 рр.:
1. Захарчук Іван Герасимович, — 1875 р. н., залізничний сторож, Мале Ляцьке (Золочів), заарештований у серпні 1914, в'язниці Золочів и Львів. Терезін и Талергоф. Реляція староства 11 серпня 1914 № 170/моб. (в списку від 12 травня 1913 відзначений як радикальний русофільський агітатор).
2. Захарчук Кондрат Федорович, — 3 вересня 1848 р. н., християнин, Мале Ляцьке (Золочів), заарештований у серпні 1914. 28 серпня відправлений з транспортом в Терезін, Талергоф. 20 травня 1916 рішення комісії продовжити інтернування як русофіла. Звільнений в 1917 році. Помер у Малому Ляцькому 24 листопада 1924. На його могилі споруджений пам'ятник за кошти американських переселенців-односельчан. Реляція староства 11 серпня 1914 № 170/моб. (У «чорному» списку за 1912 и 1913 роки відзначений як ворог держави, русофіл і перебуває у зв'язку з агітаторами з Почаєва). ЦГИА 1 с. 115; ЦГИА П с. 3 (В.9873). В 1884 році поляки, спровокували зловмисно цілеспрямовано відповідну розмову з ним, затіяли проти нього і іншого патріота з Малого Ляцького Григорія Мурина кримінальний процес за публічне осудження католицької церкви і ганьбу голови її Папу римського, але обвинувачені були судом виправдані. (Повідомлення сина Семена Захарчука і запис у сучасній газеті «Слово»).
3. Захарчук Михайло Федорович — 54 роки, християнин, Мале Ляцьке (Золочів), заарештований у серпні 1914, в'язниці Золочева і Львова, 28 серпня відправлений з транспортом в Терезін, Талергоф. Реляція староства 11 серпня 1914 № 170/моб. ЦГИА 1 с. 115.
4. Захарчук Остап Федорович — 67 років, християнин, вдівець, Мале Ляцьке (Золочів), заарештований у 1915 році після відступлення радянських військ помер в Талергофе 11 липня 1916 від серцевої хвороби, могила № 1493. Офіц. спис. Зап. С. К. Захарчука.
5. Захарчук Петр Герасимович, християнин, Велике Ляцьке (Золочів), заарештований у серпні 1914, в'язниці Золочева і Львова, Терезін і Талергоф. Реляція староства 11 серпня 1914 № 170/моб.
6. Захарчук Петр Герасимович, християнин, Велике Ляцьке (Золочів), заарештований у серпні 1914, в'язниці Золочева і Львова, Терезін і Талергоф. Реляція староства 11 серпня 1914 № 170/моб.
7. Захарчук Петро Остапович — 1894 р. н., християнин, Мале Ляцьке (Золочів), Терезін і Талергоф. Помер 27 травня 1967. Спис. староства 19/8 1914 № 259/моб.
8. Захарчук Семен Кондратович — 1882 р. н., християнин, Мале Ляцьке (Золочів), заарештований у серпні 1914, в'язниці Золочева і Львова, 28 серпня відправлений транспортом в Терезін, Талергоф. Помер 26 жовтня 1968 у будинку старців Словіта-Грушка, похований у Ляцькому (тепер Червоне). Реляція староства 11 серпня 1914 № 170/моб. ЦГИА 1 с. 15. Упорядник записок про терезінскіх в'язнів.
9. Цимбала Степан, 39 років, робітник, Мале Ляцьке (Золочів), заарештований у серпні 1914, 28 серпня відправлений транспортом в Терезін і Талергоф. Реляція староства 11 серпня 1914 № 170/моб. ЦГИА 1 с. 109.
10. Цимбала Филип — 1883 р. н., християнин, Велике Ляцьке (Золочів), заарештований у серпні 1914, в'язниці Золочева і Львова, 28 серпня відправлений транспортом в Терезін і Талергоф. Спис. староства 12 травня 1913 поз. 161 відзначений як радикальний русофіл і таємний агітатор. Реляція староства 11 серпня 1914 № 170/моб. ЦГИА 1 с. 109.
11. Паращук Гавриїл — 42 роки, християнин, Мале Ляцьке (Золочів), заарештований у серпні 1914, 28 серпня відправлений транспортом в Терезін і Талергоф.
12. Трепета Маским — 68 років, християнин, Велике Ляцьке (Золочів), заарештований 1914, відправлений транспортом в Терезін і Талергоф, де помер 22 липня 1916 від серцевої хвороби, могила № 1496.
13. Божек Олекса — 38 років, робітник, Велике Ляцьке (Золочів), заарештований у серпні 1914, 28 серпня 1914 відправлений транспортом в Терезін і Талергоф. Реляція староства 19 серпня 1914 № 259/моб. ЦГИА 1 с. 122.
14. Бойко Іван — християнин, Ляцьке (Золочів), талергофець(1884—1959); на його могилі написано: «Борець і страждалець за Русь в талергофской каторзі».
15. Бойко Яким Михайлович — 68 років, християнин, Велике Ляцьке (Золочів), заарештований у серпні 1914 відправлений транспортом в Терезін і Талергоф. Помер в Талергофі 25 березня 1916 (маразм), могила № 1652. Реляція староства 11 серпня 1914 № 170/моб. ,в'язниці Золочева і Львова. ЦГИА П с. 21. (В. 5320) — 6/7 1916 рішення комісії продовжити інтернування як русофільського агітатора.
16. Вельган Йосиф — християнин Велике Ляцьке (Золочів), заарештований у серпні 1914, в'язниці Золочів і Львова, Терезін, Талергоф. Реляція староства 11 серпня 1914 № 170/моб.
17. Волохач Іван — 1868 р. н., Велике Ляцьке (Золочів), заарештований у серпні 1914, в'язниці Львова, Терезін, Талергоф. 3 серпня 1916 рішення комісії продовжити інтернування як русофіла. Реляція староства 11 серпня 1914 № 170/моб. (в списку 29/1 1912 відзначений як русофіл). ЦГИА 1 с. 115 28 серпня 1914 відправлений транспортом в Терезін; ЦГИА П с. 13 (С. 665).
18. Гела Прокоп, 31 рік, християнин, Велике Ляцьке (Золочів), заарештований у 1914, помер в Талергофе 9 березня 1915 від тифу, могила № 1177. Офіц. спис.; спис. М. поз. 1295.
19. Жмурко Семен Григорович — християнин, Велике Ляцьке (Золочів), заарештований у серпні 1914, в'язниці Золочева і Львова, відбував ув'язнення в Оломоуці. Реляція староства 10 серпня 1914 № 170/моб.
20. Кондратов Іван Дем'янович — християнин, Мале Ляцьке (Золочів), заарештований у серпні 1914, в'язниці Золочева і Львова; Терезін і Талергоф. Реляція староства 11 скрпня 1914 № 170/моб.
21. Минчакевич Василь — 63 роки, псаломщик, Велике Ляцьке (Золочів), заарештований у серпні 1914, в'язниці Золочева і Львова, 28 серпня відправлений транспортом в Терезін. Талергоф. Реляція староства 11 серпня 1914 № 170/моб.
22. Минчакевич Ілля Онуфрійович — псаломщик, Велике Ляцьке (Золочів), заарештований 1915 після відступлення радянських військ, Талергоф.
23. Минчакевич Филип Іванович — християнин, Мале Ляцьке (Золочів), заарештований у серпні 1914. Терезін і Талергоф. Убитий поляками в 1930-ті рр. при загадкових обставинах. У його будинку була влаштована православна капличка.
24. Мурин Гавриїл — 66 років, християнин, Велике Ляцьке (Золочів), заарештований у серпні 1914, 28 серпня відправлений транспортом в Терезін, Талергоф. Спис. староства 12 травня 1913 (відзначений як радикальний русофіл). Реляція староства 11 серпня 1914 № 170/моб. ЦГИА 1 с. 113.
25. Мурин Лука Іванович — 57 років, християнин, Велике Ляцьке (Золочів), заарештований у серпні 1914, в'язниці Золочева і Львова, 28 серпня відправлений транспортом в Терезін і Талергоф. Помер 28 жовтня 1926 року. Реляція староства 11 серпня 1914 № 170/моб. ЦГИА 1 с. 113. «Рус. Голос» 21 січня 1926 № 141, с. 4.
26. Мурин Петро — 55 років, християнин, Велике Ляцьке (Золочів), заарештований у серпні 1914, в'язниці Золочева і Львова, 28 серпня відправлений транспортом в Терезін і Талергоф. 3 серпня 1916 рішення комісії продовжити інтернування як русофільського агітатора. Реляція староства 11 серпня 1914 № 170/моб. ЦГИА 1 с. 113; П с. 14 (с. 922).
27. Ольшанецький Максим — християнин, Мале Ляцьке (Золочів), заарештований у серпні 1914, Терезін и Талергоф.
28. Смолинський Степан Степанович — 67 років, християнин, Велике Ляцьке (Золочів), заарештований у серпні 1914, в'язниці Золочева і Львова, 28 серпня відправлений транспортом в Терезін і Талергоф. 6 липня 1916 рішення комісії продовжити інтернування як русофільського агітатора. Реляція староства 11 серпня 1914 № 170/моб. ЦГИА П с. 21 (В.5327).
29. Фурда Андрій — християнин, Мале Ляцьке (Золочів), заарештований у серпні 1914, в'язниці Золочів, Львів, Терезін и Талергоф. Реляція староства 11/8 1914 № 170/моб.
30. Фурда Дмитро Григорович — християнин, Мале Ляцьке (Золочів), заарештований у серпні 1914, в'язниці Золочів, Львів, 28 серпня відправлений транспортом в Терезін і Талергоф. Реляція староства 11/8 1914 № 170/моб.

## Польська окупація
За часів панської Польщі в селі жили люди трьох національностей: українці, поляки і декілька євреїв, останні емігрували. Працювало дві школи: двокласна українська і двокласна польська.
У селі побудували «Дом людови», в якому проходили зібрання, вистави. У монастирі виховувалося постійно 30 дівчат, яких вчили шити, вишивати, в'язати, кулінарній справі.
Великий вплив на розвиток села під час панування панської Польщі мав народницький рух. У селі він поширювався завдяки пароху Степану Лопатинському. Було відкрито читальню «Просвіта» у хаті селянина Повзанюка Семена. За кошти населення було придбано близько 100 книжок, серед них «Кобзар» Шевченка, твори Івана Франка, календар «Колос». Читальня виписувала газети і журнали: «Світ дитини» та «Дзвіночок». Працював драматичний гурток. Читальня організовувала фестини, відзначала шевченківські дні, свята св. Миколая.
У селі одночасно працювала москофільська читальня ім. Качковського. Очолював товариство і читальню Хавар Дмитро, секретарем був Мурин Ярослав. Москвофіли мали велику бібліотеку, їм приходили газети з Росії. До церкви не ходили, а відправляли православні богослужіння в хаті Вельгана Теодора.
На 1 січня 1939-го в селі Ляцьке Велике проживало 1210 мешканців, з них 950 українців-греко-католиків, 250 українців-латинників і 10 поляків, у селі Ляцьке Мале проживало 830 мешканців, з них 500 українців-грекокатоликів, 290 українців-латинників і 40 поляків.

### Друга світова війна
Після окупації цих земель Червоної армії 1939 року в Ляцькому було проведено націоналізацію землі. Конфіскована поміщицька і монастирська земля разом із селянською була передана колгоспові, який організували 12 квітня 1940 року. Його головою був Притула Семен Семенович.
25 червня 1941 року були арештовані жителі Великого Ляцького і вивезені в напрямі Золочева:
- Дурделло Омелян, парох;
- Лопатинська Уляна, учителька;
- Захарчук Олекса;
- Дуб Василь;
- Паращук Петро;
- Подум'янський Еміліян;
- Дячук Антін;
- Грек Іван.

Парох Дурделло Омелян та Вирозумський Марко Йосип (1903 р.н.) числяться серед жертв львівської тюрми № 3 у Золочівському замку 26-30 червня 1941 р. У липні 1941 р. знайшли  замордоване тіло Омеляна Дурделла на подвір"ї  Золочівської тюрми з вирізаним хрестом на тілі, рана була посипана житніми остюками.
Корпусний мотоциклетний полк о 9 годині 45 хвилин 22 червня 1941 року вступив у бій у Ляцькому, за 70 кілометрів на захід від Львова з німцями, які перепливли через річку Сян.
29 червня 15 механізованому корпусу було наказано змінитися частинами 37-го стрілецького корпусу і відійти на Золочівські висоти в районі Білий Камінь-Сасів-Золочів-Ляцьке. Наказ не був виконаний.

### Трудовий табір для цивільного населення
1941- 22 липня 1943 у селі був примусовий трудовий табір для євреїв. У листопаді 1941 року 200 євреїв були доставлені у виправно-трудовий табір у Ляцькому. В'язнів використовували на примусових роботах. Їм було дозволено працювати за межами таборів у німецьких цивільних і військових підприємствах, казармах або як прислуга в німецьких домогосподарствах. Більшість працювали на будівництві та ремонті доріг.
Силами в'язнів німці прокладали через село дорогу. На горі Порбі євреї лупали каміння, потім великі каменюки зносили на плечах вниз, а на другий день знову виносили на гору. Протягом 1941—1943 рр. нацисти знищили близько 1,2 тис. в'язнів табору, в тому числі євреїв, яких привозили з інших таборів та ґетто.
У колишньому панському фільварку розмістили концтабір, в якому були євреї, а також українці і росіяни. Страшних мук зазнавали тут в'язні, їх вішали головами вниз, били, годували гнилими солоними оселедцями і не давали води. Щоденно гинули від голоду і катувань десятки людей. Поблизу польського будинку, в якому жили німці, було викопано глибокий рів, куди кидали закатованих.
У селі Ляцькому була штаб-квартира гауптштурмфюрера Фрідріха Варцока, який керував кількома таборами у Золочівському районі.
Восени 1942 року німці конфіскували всі квартири у євреїв і виселили їх. Комендантська година була встановлена з 6:00 ранку до 6:00 вечора, євреям не дозволялося ходити в магазин після 10:00. У листопаді 1941 року і на початку 1942 року німецька влада направили кілька сот євреїв у трудовий табір у Велике Ляцьке, в результаті чого у селі було 5833 євреїв. Незабаром вибухнула епідемія тифу в таборі, і вона поширилася на Золочів.
У березні 1942 року есесівці викрали 60 євреїв з концтабору. Одному з них вдалося втекти з табору і повернувся до Жовкви. Він був госпіталізований в єврейській лікарні.
У серпні 1943 року відбувається збройний опір у рабських трудових таборах у Ляцькому. Більшість з тих, хто чинив опір, вбиті.

#### Змішаний табір для рядового та офіцерського складу (1941—1944)
Тут перебували радянські військовополонені, мирні жителі, комсомольці та комуністи. Ув'язнених використовували на важких роботах. Вони зазнавали тортур, мали обмежене харчування, що призвело до голодування. Тут було закатовано та розстріляно понад 1 тис. осіб.

### Епідемія тифу у концтаборі
Перша епідемія тифу спалахнула в таборі Ляцьке на початку 1942. Три лікарі працювали у цьому таборі: Dr. Jolek, Dr. Holenderski і Dr. Cigelman. У них було замовлення від правління табору, щоб не допустити епідемії поширитися.
Гауптштурмфюрер Balckia Warzog погрожував, що підпалить все гетто з усіма його мешканцями. Проте, лікарям не давали жодних коштів, щоб мати можливість захистити табір від епідемії. Голод і бруд принесли катастрофу, тож спалахує епідемія тифу. Завдяки героїзму медичного персоналу та допомозі наданої юденратом у той час епідемія була успішно зупинена.

### Жертви концтабору
- Nuchum Zwerdling народився в Золочеві, у 1906 році. Він був одружений. До Другої світової війни жив у Золочеві. Nuchum був убитий в 1942 році у Ляцькому, у концтаборі. Ця інформація заснована на Листі показань свідків, представленому його дочкою.[23]

- Лауреат Нобелівської премії (1981) — «за розробку теорії протікання хімічних реакцій» Роалд Гоффман у 1941—1943 роках разом з батьками перебував у трудовому таборі для євреїв у Ляцькому.[24]

- Симон Візенталь — засновник та Керівник Віденського Центру документації, дослідник Голокосту; всесвітньо-відомий «полювальник» за нацистськими військовими злочинцями; агент і співробітник Моссаду. У 1944 році був заарештований і ув'язнений у цьому концтаборі.[25]

- Ніна Ф. (1926). У сім'ї конфісковують сімейний бізнес, відправляють у гетто. Батько будучи пійманим під час облави розстріляний, але не поранений. Знаходить матір, що працювала у виправно-трудовому таборі, трансфер в Ляцьке, робота з матір'ю економкою для SS. Під час втечі мати була вбита.[26]

- Мартін П. (1918). Під час війни евакуювали родину у Сасів (тоді Польща). Відвідує державну школу а потім Золочівську гімназію. Бере участь у сіоністських молодіжних групах, його готують до еміграції в Палестину; смерть батька в 1934 році; радянська окупація, радянські військові проекти, захоплення під час німецького вторгнення, втеча, повернення до Сасова, примусова праця; ув'язнення в концентраційні табори у Сасові, Великому Ляцькому, і Золочеві. В тому числі його мати, брат, сестра, і п'ятирічного племінника було вбито, втеча з групою (більшість з них були вбиті, в тому числі його подруга); тікають з його другом, повертаючись до Сасова.[27]

### Радянська окупація
У 1944 році монахинь з монастиря вигнали, залишився тільки старий священник у маленькому будиночку. У монастирі зробили тюрму. Тут сиділи різні люди, в тому числі політичні в'язні. Дуже багато людей розстріляли, а ще більше повмирало. Під горою Жорнавкою є братська могила в'язнів.
- о. Микола Цегельський відбував покарання після засудження на 10 років ув'язнення у «виправно-трудових таборах із конфіскацією майна» у Ляцькому, у Підкамені біля Бродів та у львівському пересильному пункті на вул. Полтв'яній.[28]
- Дмитро Стасів (*20 квітня 1900 р., с. Гуменець Львівської області — †15 грудня 1971 р., с. Підбуж Львівської області) — український лікар, член Українського лікарського товариства у Львові, автор книжки «Ніч серед Полудня». У 1945 Дмитро Стасів був заарештований за політичною статею (54 стаття КК УССР), і засуджений на п'ять років позбавлення волі. Покарання він відбував у пересильній тюрмі у Львові, колонії для літніх людей та інвалідів у с. Ляцьке Золочівського району.

У грудні 1944 року в районі хутора Хілецька буда була створена сотня УПА. Сотня налічувала понад 80 чоловік з навколишніх сіл: Ляцьке, Вороняки, Майдан, Гологори, Стінка. Сотня займалася порятунком молоді від мобілізації в Червону армію, нападала на німецькі тилові підрозділи. Крім того здійснювалися терористичні акти проти офіцерів НКВД, активістів нової «більшовицької влади». Так влітку 1945 року в селі Ясенівці був застрелений голова Ясеновецької сільської ради, офіцер НКВС.
Ватажком повстанців був Богдан Лищишин (псевдонім Качала). В 1945 році бійці обрали його сотником, НКВС Золочева кілька разів робив засідки в селі Червоне, врешті вистежив Богдана. Він йшов до села на Святу вечерю. Було це 6 січня 1947 року. Кілька десятків енкаведистів оточили оселю. Богдан довго відстрілювався, намагаючись добратися до лісу. У бою він знищив до десятка ворогів, але і сам був убитий. Тіло його прив'язали до саней і від Червоного до Золочева волокли до будинку НКВС.
Зі звіту НКВД: «30 травня в селі Ляцькому, Золочівського району, банда чисельністю до 18 осіб здійснила напад на бійців групи сприяння. У перестрілці бандити тяжко поранили бійця Пелих М. І. („Напад на бійців групи сприяння“). Вжито заходів до розшуку і ліквідації банди».

## Релігія
Місцева католицька громада спочатку належала до заснованої ще 1452 року парафії у Гологорах (це село, яке вперше згадується у літописі 1231 роком, існувало вже у XII ст.) Золочівського деканату.
Парафіяни Ляцького, чисельність яких у 1860–1930 роках складала приблизно півтисячі, послуговувались мурованим гологорським костелом Різдва Пресвятої Діви Марії, спорудженим у XVII ст. у готичному стилі як оборонний та перебудованим коштом Миколи Потоцького у XVIII ст. після пожежі 1766 року вже у стилі бароко.
У 1880 році парафіяни постановили розібрати стару дерев'яну церкву і спорудили нову, муровану. Поміщиця Ожаровська з ненависті до о. Стиславського, відмовилася дати свою зумовлену законом частку коштів на цю будову. Тоді люди зігнорували її і своїми коштами збудували нову церкву Косми і Дем'яна. Згодом графиня дарувала церкві золоту чашу, цінне Євангеліє і дорогий килим перед пристіл. Однак парафіяни виявили свій твердий мужицький характер і її дарів не прийняли.
Після Другої світової війни храм був знищений. Завдяки зусиллям та коштам архієпископа Кароля Гриневецького, колишнього єпископа Віленського, вигнаного за непокірність царською владою з Росії, у Золочівському деканаті з'явились нові костели та парафії, зокрема у сусідньому з Ляцьким селі Княже, вік якого сягає давньоруських часів.
У 1935 році тут постала парафія, до складу якої увійшли також Ляцьке та Бонішин, а мурований храм св. Архангела Михаїла у Княжому збудували ще 1910 року.
До кінці 30-х років парафію обслуговував як адміністратор о.-салетин Тадей Вах.
Ігнатій Хмелевський (1788–1869) капелан в Ляцькому 1855—1857. Тома Віктор Цегельський (1831–1856) — з 1861 по 1862, Ляцьке Велике, Золочівський повіт, адміністратор парохії.

## Освіта

### Школа
В 1930 р. у селі почала діяти початкова чотирикласна школа, в якій навчання велося українською і польською мовами. В 1940 році чотирикласна школа стала семирічною. Її директором був Божик Прокіп.
Після війни, у 1944 р. на фільварках відкрито нову школу. Навчання відбувалося в дві зміни. Крім місцевих, навчалися діти з Княжого, Ясенівців, Залісся. Директором був Носач І. М., а у 1946 р. цю посаду посів Захарчук В. І. Згодом на території фільварків був організований дитячий садок. Сьогодні там — руїни.
Протягом 1951–1963 рр. директорами старої школи на фільварках були: Салійчук Ф. О. та Урбанович П. П. У 1963 розпочалось будівництво нового приміщення школи, директором якої до 1978 р. була Ткаченко Г. П.
Сьогодні Галицький ЗЗС О— це великий навчально-виховний заклад І — ІІІ ступенів, в якому здобувають освіту 182 дітей 1—11 класів, працює 25 педагогів.
В школі є 15 кабінетів, два комп'ютерних класи, спортзал, їдальня, майстерня, два санвузли, бібліотека, кабінет директора, учительська та методичний кабінет. Галицький ЗЗСО знаходиться на Скалецьких, 2

### Червоненське вище професійне училище

128.991x128.991px

Училище засновано у будівлях колишнього маєтку графів Ожаровських, згадка про який датована XVII ст.
Червоненське вище професійне училище Золочівського району Львівської області засноване у 1953 році на підставі наказу Міністерства сільського господарства і заготівель УРСР від 18.08.1953 року як училище механізації сільського господарства.
У 1973 році заклад ввійшов до системи професійно-технічної освіти. Наказом Міністерства освіти № 321 від 26 серпня 1997 року його реорганізовано у вище професійне училище № 75, а наказом Львівського управління професійно-технічної освіти № 178 від 17.07.2006 року перейменоване у Червоненське ВПУ.
За роки свого існування училище підготувало понад 20 тисяч спеціалістів для сільськогосподарського виробництва.

## Рід Стрембошів

### Томаш Стрембош
У молодості був капітаном 12 полку уланів під командуванням Юзефа Понятовського. Після закінчення наполеонівських кампаній Томаш Стрембош оселився в Галичині і навіть входив до місцевого парламенту.
Для двох своїх синів і дочки батько став вбивцею. Кажуть, дочку він просто шарпнув за загривок — а дівчина померла не так від болю, як від здивування. З всіх дітей Стрембоша до дорослого віку дожила лише Сузанна. Дружина ж втекла від Стрембоша ще раніше.

### Сузанна Стрембош
Сузанна Стрембош (1803–1892) — дочка останнього нащадка роду Стрембошів — Томаша Стрембоша.
У 14 років втекла до Львова, де виховувалася в кляшторі сестер сакраменток.
Суд змушений був, зважуючи на клопотання родини, відібрати з батьківських рук молоденьку Сузанну і помістити її у львівський монастир Sacre Coeur.
Тут її і побачив генерал Фердинанд де Фреснель (Ferdynand de Hennequin de Fresnel) і запалав до неї великою любов'ю, невідомо лише чи до панни, чи до її 16 сіл. З допомогою родини і дружніх інтриг, цей нерівний шлюб було укладено. Генералові, окрім родинних зв'язків з Бурбонами, потрібні були мільйони польської шляхтянки, а вона потребувала опіки проти батьківських дивацтв.
Молода пані змирилася з долею, бо хоча не могла знайти в обіймах старого генерала щастя, однак він дав їй високе становище дами цісарського двору, оточив її ореолом захоплення найшляхетнішого товариства Відня… І тільки на самому дні душі прекрасної пані ховався смуток і сумне бажання, що змушувало її заздрити навіть жінкам, котрі замітали віденські вулиці.
Тимчасом старий Стрембош, як звичайно, повний фантазій і духовних піднесень, став на стезю війни зі своїм зятем. Окрім того, що на дні його душі жевріла нелюбов до підстаркуватого зятя, дійшло і до суперечок матеріальних, оскільки генерал, отримавши у власність частину маєтку своєї дружини, суворо пильнував територіальні межі зі своїм авантюристичним тестем. Дрібні сусідські суперечки множились з кожним днем і аж нарешті дійшло до суперечки про тисячу моргів лісу. Ця суперечка замалим не довела до масового кровопролиття, оскільки тесть із зятем не бавились у жодні сентименти на кшталт судових процесів і просто змобілізували свої збройні сили і рушили на поле бою.
Одного дня, на горі недалеко від Золочева, зустрілися старий Стрембош на чолі 500 селян, зібраних зі своїх сіл, і генерал Фреснель з досить великою кількістю гусарів. Обидві сторони збиралися серйозно воювати, однак найближчі сусіди почали переговори з войовничою родиною і цю суперечку вдалося закінчити мирно.
Стрембош однак не забув образи і доволі оригінально помстився зятеві. Під час листопадового зриву, в котрому ця шалена особа з патріотичних і шляхетних міркувань брала участь, його улюблений пес урятував йому життя. Ото ж коли ця собака здохла, Стрембош на місці незреалізованої битви зі своїм зятем, якраз супроти каплиці, що була родинним склепом, вибудував на честь свого улюбленця високий обеліск, показавши тим самим, що значно більше цінує вірного чотириногого друга, аніж власного зятя. Цей обеліск стоїть до тепер, як німий свідок родинних стосунків зятя і тестя.
В 1831 р. Зузанна овдовіла, — та вже через рік вийшла заміж за графа Костянтина Ожаровського (1795—1880), офіцера польських військ. Новий чоловік теж був вже немолодим. В часи листопадового повстання він був ад'ютантом генерала Амброзія Скаржинського і отримав золотий хрест Virtuti Militari.
Зузанна невдовзі знову овдовіла, стала хазяйкою великих маєтків — і зайнялася благодійництвом. Вона була фундаторкою шкіл і госпіталів, церков і костелів.
З 90-х років XIX ст. у Ляцькому працювали сестри Божого Провидіння, яким місцева власниця Зузанна Стрембош після своєї смерті подарувала свій маєток.

## Історичні пам'ятки

### Палац
Ще коли Томаш Стрембош мешкав в сусідніх з Ляцьким Ясенівцях в Ляцькому, вже існував старий двір. Коли його модернізували в модному на той час стилі ампір, Стрембош перебрався туди. Відомо, що малий палац мав довжину 28, а ширину — 18 метрів.
A. Чоловський описує його як одноповерхову ампірну споруду з мансардовим гонтовим дахом, з двома фронтонами і балконом, який спирається на чотири колони. Під вікнами палацика на прямокутних плитах містилися почергово два сфінкси та два наполеонівські орли. Тимпан прикрашали алегоричні фігури античних богинь Мінерви і Фортуни. Про інтер'єр відомо, що мав палацик гарну велику залу з дерев'яними іонічними колонами, колекцію живопису, ампірні меблі, підсвічники та годинники, два гарно прикрашених мармурових каміни.
Належало це все Сузанні зі Стрембошів — у шлюбі спочатку де Фреснель (de Fresnelow), а потім графині Очаровській. Саме панна Сузанна заповіла в Ляцькому кляштор сестер милосердя — і віддала під монастир і свій палацик.
Черниці добудували до східної сторони старого палацу велику каплицю і новий, позбавлений стилю, будинок під інтернат для їхніх вихованок, зараз це Червоненське ВПТУ.

### Мавзолей
Мавзолей збудований у 1820 родиною Стрембошів.
За легендою, Томаш Стрембош будував мавзолей вночі, при світлі місяця, спокутуючи частину своїх гріхів. Р. Афтаназі припускає, що Стрембош просто хотів і після смерті бачити все своє «королівство», яке розкинулося під горою.
Опис Ляцького Роман Афтаназі закінчує фразою:
|  | В кінці в лісі було також око з таємничими готичними написами, начебто пам'ятка епохи романтизму — знак нещасного кохання Сузанни Стрембош до якогось художника. |

### Гологірський хребет
На одному з пагорбів Гологірського хребта, між селами Галицьке та Ясенівці, височать руїни вежі, з якою пов'язана легенда про те, що місцевий поміщик на полюванні вбив випадково сина і у зв'язку з цією подією наказав збудувати пам'ятник. За іншою легендою, тут нібито поховано якогось татарського хана.
Слід гадати, однак що це одна із сторожових веж (за аналогією з вежею в с. Пятничани, Перемишлянського району) з часів пізнього середньовіччя. Саме такі вежі, у межах видимості одна від одної, будувались на Гологірському хребті.

### Меморіальний цвинтар вояків дивізії «Галичина»
На узбіччі траси Львів — Тернопіль поміж селами Галицьке і Ясенівці розташовується меморіальний комплекс — цвинтар вояків дивізії зброї СС «Галичина» і 1-ї УД УНА «Галичина».
Проминути його практично неможливо, адже близько 600 білих хрестів обабіч дороги просто не можуть не кинутись в очі.
В його центрі височіє симпатична каплиця, в стіни якої вмонтовано чотири меморіальні таблиці.
По обидва боки від каплиці симетрично встановлено хрести як на індивідуальних, так і на колективних похованнях вояків.

## Цікаві факти
- Неподалік села розташована мальовнича гора за назвою Лиса Гора (412 м). На горі на площі 80 га збереглась цілина зі степовою рослинністю (горицвіт, сон-трава, дика рожа).
- З нагоди 66-ї річниці боїв української дивізії «Галичина» 16–18 липня 2010 року в околицях сіл Галицьке та Ясенівці Золочівського району Львівської області відбулися заходи із вшанування пам'яті українців та вояків інших національностей, полеглих в липні 1944 року в боях під Бродами.[34]
- Футбольний клуб «Нова» представляє село Галицьке у першій лізі ФФЗ «Колос» Золочівського районного чемпіонату.[35]
- Марія Омелянівна Феньвеші — бандуристка, заслужений працівник культури України, творець та довголітній, незмінний керівник самодіяльної народної капели бандуристів «Червона калина» Золочівського районного Народного дому співпрацювала з вчителем села Галицьке, самодіяльним поетом Михайлом Павликом. Так народились їхні пісні «Каштанам цвісти», «Пісня про Золочів».[36]
- Wilhelm Mitarski (1879, Мале Ляцьке — 1923, Краків) — художник, мистецтвознавець.[37]